# 大良站 (1901年—2007年)
大良站，是滨洲铁路上的一座废止车站，位于内蒙古自治区陈巴尔虎旗大良村境内。车站的历史可追溯至东清铁路建成时的1901年，当时以“11号小站”、“威索基站”称之，此后改名为大良。车站废站前为五等站。

## 历史
车站建于1901年，初建时仅以代号命名为“11号小站”，后命名为“威索基站”（又译“威索克依站”）；此后再改称“大良站”。至1997年时，站内有3条股道。
2007年6月，大良站停用；后于2021年7月撤销。临近本站的安邑站在次年更名为“大良站”。